# Cowan Lake
Cowan Lake är en sjö i Kanada.   Den ligger i provinsen Saskatchewan, i den centrala delen av landet, 2 600 km väster om huvudstaden Ottawa. Cowan Lake ligger 642 meter över havet.
Trakten runt Cowan Lake består till största delen av jordbruksmark. Trakten runt Cowan Lake är nära nog obefolkad, med mindre än två invånare per kvadratkilometer.